# سيكستو سانتا كروز
سيكستو سانتا كروز (بالإسبانية: Sixto Santacruz)‏ هو لاعب كرة قدم ومدرب كرة قدم باراغواياني في مركز الهجوم، ولد في 6 نوفمبر 1986 في ايبالي في باراغواي. لعب مع أريس تسالونيكي وباناثينايكوس وسبورت وانكايو وسبورتيفو لوكوينو.

## وصلات خارجية
- سيكستو سانتا كروز على موقع إي إس بي إن إف سي (الإنجليزية)
- سيكستو سانتا كروز على موقع قاعدة بيانات كرة القدم.إي يو (الإنجليزية)